# Torben Wolff
Torben Lunn Wolff (* 21. Juli 1919 in Frederiksberg Sogn; † 2. Mai 2017) war ein dänischer Zoologe. Sein Hauptinteresse galt der Tiefseefauna, insbesondere den Krebstieren und den Tiefseefischen.

## Leben
Wolff war der Sohn des Postmeisters Jørgen Wolff und seiner Frau Karen Margarethe, geborene Lunn. Er wuchs in Charlottenlund auf und machte 1938 sein Abitur am Ordrup Gymnasium in Ordrup Sogn. 1947 erlangte er den Candidatus magisterii in Naturgeschichte und Geographie. Er hatte eine langjährige Verbindung zur Pfadfinderbewegung und war von 1946 bis 1950 Mitglied im Jugendausschuss des Rundfunkrats. Als Student nahm Wolff von 1945 bis 1946 an der von Anton Frederik Bruun geleiteten Atlantide-Expedition nach Westafrika teil. Diese Reise, die vom dänischen Bildhauer Viggo Jarl finanziert wurde, war richtungsweisend für Wolffs weitere berufliche Karriere. Als Stellvertreter von Bruun wirkte er von 1950 bis 1952 an Bord der Galathea an der dänischen Tiefseeexpedition um die Welt mit. Während dieser Zeit hatte er gemeinsam mit Kaj Birket-Smith einen einmonatigen Aufenthalt auf der Insel Rennell in den Salomonen. 1953 war er Sekretär beim Internationalen Zoologischen Kongress in Kopenhagen. 1954 heiratete Wolff Lisbeth Christensen, eine Korrespondentin. 1957 wurde er fester Mitarbeiter am Zoologischen Museum Kopenhagen, 1962 Dozent für systematische Zoologie und 1966 Abteilungsleiter am Museum. Von 1980 bis 1983 sowie von 1990 bis 1993 war er Direktor des dänischen Aquariums.
Wolff von 1961 bis 1962 einer der Initiatoren der Noona-Dan-Expedition und war 1962 Leiter der letzten Etappe auf den Bismarck- und Salomon-Inseln, einschließlich Rennell, wo er zuvor gearbeitet hatte. Im selben Jahr verteidigte er seinen Dissertation The systematics and biology of bathyal and abyssal Isopoda Asellota an der Universität Kopenhagen. Im Jahr 1965 besuchte er Rennell erneut und schloss die Vermessung eines großen Brackwassersees auf der Insel ab. Anschließend nahm er an der US-amerikanischen Te-Vegae-Expedition durch den Pazifik teil. 1966 war er Gast bei einem Tauchgang mit einem französischen Bathyscaph bis in eine Tiefe von 4200 m bei Madeira. 1973 wirkte er an einer russischen Tiefseeexpedition in die Karibik und 1975 an einer US-amerikanischen Expedition in den Philippinengraben mit. Wolff war Gastdozent an Universitäten und anderen Institutionen weltweit, nahm an Kongressen und Tagungen der Meeresforschung teil und arbeitete für internationale Organisationen. Von 1970 bis 1976 war er Sekretär bei der IABO (International Association for Biological Oceanography) und von 1980 bis 1984 Vizepräsident der SCOR (Scientific Committee on Oceanic Research). In Dänemark wurde Wolff 1964 Mitglied des dänischen Nationalen Rates für Ozeanologie, wo er ab 1968 als Sekretär und von 1985 bis 1989 Vorsitzender fungierte. Er war von 1963 bis 1968 Vorstandsvorsitzender des dänischen Vereins für Naturgeschichte, von 1970 bis 1973 Vorsitzender des Adventurers Club, von 1971 bis 1996 Vorstandsvorsitzender des dänischen Aquariums und saß von 1980 bis 1990 im Exekutivausschuss des WWF.
Zu Wolffs Bibliographie zählen Untersuchungen (1960, 1970) der Hadal-Fauna (aus Tiefen von mehr als 6000 m), eine Analyse der reichhaltigsten Schleppnetzfänge der Galatea-Expedition (1961), die Vielfalt und Zusammensetzung der Tiefsee-Fauna (1977) sowie die Auswertung von unterseeischem Pflanzenmaterial (1976, 1979, 1980). Andere Werke befassen sich mit nordeuropäischen Krebstieren sowie mit der Avifauna von Rennell.
Das Buch Aarets Gang i Naturen (1944) und Arbeiten über die Bestäubung und Ökologie der Fliegen-Ragwurz (Ophrys insectifera) stammen aus Wolffs Studienzeit. Zu seinem umfangreichen historischen Werk gehören das Buch Danske ekspeditioner på verdenshavete (1967), das auch mit einem englischen Text erschien, Zoologiens historie (in Københavns Universitets jubilæumsværk Nr. 13, 1979) sowie zahlreiche biografische Beiträge für das Dansk biografisk leksikon.
Wolff war Mitherausgeber des Atlantide Report und des Galathea Report (1959 bis 1988) sowie von The natural history of Rennell Island (1955 bis 1991). Darüber hinaus verfasste er Beiträge zu verschiedenen Sammlungen, schrieb zahlreiche Artikel für die Fach- und Tagespresse und hielt zahlreiche Vorträge. Ab 1961 war er Rezensent bei der Tageszeitung Berlingske Tidende.

## Ehrungen und Dedikationsnamen
Für seine literarischen Leistungen erhielt Wolff 1964 den G. E. C. Gad-Ehrenpreis und 1983 den Preis für Populärwissenschaft der Dansk Forfatterforening. Im Jahr 1977 ernannte ihn die Royal Society of New Zealand zum Ehrenmitglied. 2016 wurde der Asteroid (6577) Torbenwolff nach ihm benannt.
Nach Wolff sind folgende Arten und Gattungen benannt:
- Amigdoscalpellum torbenwolffi Zevina, 1981
- Bopyrissa wolffi Markham, 1978
- Elaphognathia wolffi Müller,
- Wolffogebia Sakai, 1982
- Heteromesus wolffi Chardy, 1974
- Lagisca torbeni Kirkegaard, 1995
- Leviapseudes wolffi (Lang, 1968)
- Munna wolffi Fresi & Mazzella, 1974
- Nassarius wolffi (Knudsen, 1956)
- Siriella wolffi O. Tattersall, 1961
- Neotanais wolffi Kudinova-Pasternak, 1966
- Nuculana wolffi Dell, 1956
- Periclimenaeus wolffi A.J. Bruce, 1994
- Torbenwolffia Zenkevitch, 1966